# Izsó-domb
Nyírszőlős kertváros déli részén elterülő, 123 méteres tengerszint feletti magasságot elérő kiemelkedés. A településről mindenhonnan látható, jellegzetessége a tájnak. Nem látogatható. Magánterület.

## Trianoni emlékmű[2]
Az 1920. június 4-én aláírt, Magyarország számára kedvezőtlen trianoni békeszerződés emlékére állították. Gyakran tartanak itt megemlékezéseket a békeszerződés évfordulóján.

## Értékei
Télen gyakran használják szánkózásra a fiatalok, és a dombtetőt bármikor meglátogatva helyzetéből adódóan szép kilátás nyílik Nyírszőlősre.